# Abhijan
Abhijan (অভিযান, L'expedició) és un pel·lícula bengalí del 1962 dirigida pel cineasta indi Satyajit Ray.

## Introducció
La pel·lícula dona al famós sabor Ray en la seva composició, flux i diàlegs, i ús de símbols. El protagonista Narasingh (interpretat per Soumitra Chatterjee) va ser una influència directa per al personatge del cínic taxista Travis Bickle (interpretat per Robert De Niro) a la pel·lícula Taxi Driver de Martin Scorsese (1976). El mateix Scorsese ha acreditat a Satyajit Ray com a una influència important en el seu treball.

## Argument
Soumitra Chatterjee interpreta a Narsingh, un taxista. Narsingh és un rajput orgullós i temperat amb passió pel seu cotxe, un Chrysler d'època 1930 i la seva herència rajput. En ser descendent d'una família reial Rajput, la seva autoestima es reflecteix en la seva incapacitat per acceptar l'insult i la derrota, com a conseqüència de la qual fins i tot participa en una petita cursa amb el seu cotxe. No vol ser qui es queda enrere i desenvolupa un odi fort cap a les dones i la humanitat en general. Com a conseqüència d'una conducció temerària, en avançar el cotxe que portava l'inspector del districte, li treuen el carnet. Està totalment destruït per això, ja que el taxi va ser la seva vida després que la seva dona l'hagués deixat definitivament. Profundament afectat per l'insult i una sensació de desarrelament, decideix tornar a la terra de rajput on es respectarà el seu veritable llinatge rajput. Durant un viatge sense rumb, Narsingh és recollit per Sukharam que és un empresari local marwari amb antecedents de contraban i tràfic de persones.
Sukharam (Charuprakash Ghosh) li ofereix una bona tarifa per transportar algunes mercaderies que en realitat són opi. La realització del comerç immoral posa Narsingh en una posició compromesa, però decideix unir-se amb Sukharam de totes maneres. Després de tot, ningú dels que va veure seguia realment el camí de la llei i la moral, ni tan sols el seu ideal i estimat Neeli (Ruma Guha Thakurta).
La Neeli fuig amb el seu amant paralitzat i la profunda desconfiança de Narsingh envers les dones s'intensifica. Com a resultat, fins i tot després de saber que Gulabi és víctima del tràfic de Sukharams, l'obliga a dormir amb ell sense cap implicació emocional. En aquest punt està gairebé a punt de convertir-se en el que solia odiar, els sense llei que tampoc no aconsegueixen enfrontar-se al món.
Gulabi (Waheeda Rehman), en canvi, és una vídua de poble malenconiosa, demostrativa i bella. Gulabi se sent atreta instintivament per Narsingh. Tot i perdre la seva dignitat, encara mira el costat brillant de la vida i confia que Narsingh no és immoral. Se sent atreta per ell des del principi i preparada per a una relació física, encara que no com una prostituta que Sukharam pretenia que fos en aquell moment, sinó com una noia del poble.
Després de decidir unir-se a la banda de contrabandistes que consisteix en un tracte legal i vendre el seu cotxe, descobreix que tots els seus amics que havien estat amb ell durant tant de temps, inclòs Rama, i el germà de la Neeli, l'han abandonat. Obté els diners i l'estatus social que volia, però es redueix a Mama Bhagne, un símbol d'algú que porta l'equipatge del seu propi pecat al cap, fins que es tomba i queda reduït a simples còdols sense dignitat. Ell canvia i rescata Gulabi just a temps, abans que fos venuda al mateix advocat que era membre de la banda de contrabandistes a la qual havia pensat unir-se.
La tensió del bé i del mal s'esfondra i el cotxe vell fa un altre viatge al no-res però amb un halo de llum al davant, la llum de l'amor.

## Repartiment
- Soumitra Chatterjee com a Narsingh
- Waheeda Rehman com a Gulabi
- Ruma Guha Thakurta com a Neeli
- Rabi Ghosh com a Rama
- Gnyanesh Mukherjee com a Joseph
- Charuprakash Ghosh com Sukharam
- Arun Roy

## Conservació
L'Academy Film Archive va preservar Abhijan el 2001.

## Premis
National Film Awards
- 1962: Certificat de mèrit de tota l'Índia per a la segona millor pel·lícula[6]